# Lijst van Surinaamse kabinetten
Dit is een lijst van Surinaamse kabinetten sinds de Surinaamse onafhankelijkheid.
| Kabinet                | President                       | Premier (tot 1988) / Vicepresident | Coalitiepartijen                                        | Zetels coalitie | Verkiezingsjaar   | Periode   |
| ---------------------- | ------------------------------- | ---------------------------------- | ------------------------------------------------------- | --------------- | ----------------- | --------- |
| Ferrier                |                                 | Johan Ferrier (SDP)                |                                                         |                 | 1955              | 1955-1958 |
| Emanuels               |                                 | Severinus Desiré Emanuels (NPS)    | NPS, PSV, VHP                                           |                 | 1958              | 1958-1963 |
| Pengel I               |                                 | Johan Adolf Pengel (NPS)           | NPS, PSV, VHP                                           |                 | 1963              | 1963-1967 |
| Pengel II              |                                 | Johan Adolf Pengel (NPS)           | NPS, SDP, Actiegroep                                    |                 | 1967              | 1967-1969 |
| May                    |                                 | Arthur May                         |                                                         |                 |                   | 1969      |
| Sedney                 |                                 | Jules Sedney (NPS)                 | PNP-blok (PNP, PSV), VHP-blok (VHP, Actiegroep, SRI)    |                 | 1969              | 1969-1973 |
| Arron I                | Johan Ferrier (NPS)             | Henck Arron (NPS)                  | NPS (13), PNR (4), PSV (3), KTPI (2)                    | 22              | 1973              | 1975-1977 |
| Arron II               | Johan Ferrier (NPS)             | Henck Arron (NPS)                  | NPS (15), PSV (3), KTPI (3), HPP (1)                    | 22              | 1977              | 1977-1980 |
| Chin A Sen I           | Johan Ferrier (NPS)             | Henk Chin A Sen (PNR)              |                                                         | niet verkozen   | geen verkiezingen | 1980-1980 |
| Chin A Sen II          | Henk Chin A Sen (PNR)           | Henk Chin A Sen (PNR)              | 1980-1982                                               | niet verkozen   | geen verkiezingen |           |
| Neijhorst              | Fred Ramdat Misier (partijloos) | Henry Neijhorst (partijloos)       | 1982-1983                                               | niet verkozen   | geen verkiezingen |           |
| Alibux                 | Fred Ramdat Misier (partijloos) | Errol Alibux (PALU)                | 1983-1984                                               | niet verkozen   | geen verkiezingen |           |
| Udenhout I             | Fred Ramdat Misier (partijloos) | Wim Udenhout (partijloos)          | 1984-1985                                               | niet verkozen   | geen verkiezingen |           |
| Udenhout II            | Fred Ramdat Misier (partijloos) | Wim Udenhout (partijloos)          | 1985-1986                                               | niet verkozen   | geen verkiezingen |           |
| Radhakishun            | Fred Ramdat Misier (partijloos) | Pretaap Radhakishun (VHP)          | 1986-1987                                               | niet verkozen   | geen verkiezingen |           |
| Wijdenbosch I          | Fred Ramdat Misier (partijloos) | Jules Wijdenbosch (NDP)            | 1987-1988                                               | niet verkozen   | geen verkiezingen |           |
| Shankar                | Ramsewak Shankar (VHP)          | Henck Arron (NPS)                  | VHP (15), NPS (14), KTPI (11)                           | 40              | 1987              | 1988-1990 |
| Kraag                  | Johan Kraag (NPS)               | Jules Wijdenbosch (NDP)            | NPS, NDP                                                | niet verkozen   | geen verkiezingen | 1990-1991 |
| Venetiaan I            | Ronald Venetiaan (NPS)          | Jules Ajodhia (VHP)                | NPS (12), VHP (9), KTPI (7), SPA (2)                    | 30              | 1991              | 1991-1996 |
| Wijdenbosch II         | Jules Wijdenbosch (NDP)         | Pretaap Radhakishun (BVD)          | NDP (16), BVD (5), KTPI (5), OPDA (2), HPP (1), PVF (1) | 30              | 1996              | 1996-2000 |
| Venetiaan II           | Ronald Venetiaan (NPS)          | Jules Ajodhia (VHP)                | NPS, VHP, PL, SPA                                       | 33              | 2000              | 2000-2005 |
| Venetiaan III          | Ronald Venetiaan (NPS)          | Ramdien Sardjoe (VHP)              | Nieuw Front (NPS, VHP, PL, SPA), BEP, ABOP, DA'91       | 29              | 2005              | 2005-2010 |
| Bouterse I             | Desi Bouterse (NDP)             | Robert Ameerali (ABOP)             | Megacombinatie (NDP, NS, KTPI, PALU), AC, PL            |                 | 2010              | 2010-2015 |
| Bouterse II            | Desi Bouterse (NDP)             | Ashwin Adhin (NDP)                 | NDP                                                     | 26              | 2015              | 2015-2020 |
| Santokhi               | Chan Santokhi (VHP)             | Ronnie Brunswijk (ABOP)            | VHP, ABOP, NPS, PL                                      | 30              | 2020              | 2020-2025 |
| Kabinet-Simons *beoogd | Jennifer Simons (NDP) *beoogd   | Gregory Rusland (NPS) *beoogd      | NDP, NPS, ABOP, PL, BEP, A20 *beoogd                    | 34              | 2025              |           |